# Robert Nicolas
Robert Nicolas (* 1920 in Léglise; † 23. Oktober 1944 in Essen) war ein belgischer römisch-katholischer Geistlicher und Märtyrer.

## Leben
Robert Nicolas stammte aus Mellier (Ortschaft der Gemeinde Léglise) südöstlich von Neufchâteau. Er besuchte die Schule in Bastogne und wurde 1944 in Namur zum Priester geweiht. Kurz danach wurde er im Juli 1944 festgenommen und zur Zwangsarbeit bei der Firma Krupp nach Essen deportiert. Dort kam er am 23. Oktober 1944 bei einem Bombenangriff im Alter von 24 Jahren ums Leben.